# Arboyé
Arboyé (ou Arboye, አርቦየ en amharique) est une ville du centre-est de l'Éthiopie et le centre administratif du woreda Jeju dans la zone Arsi de la région Oromia. Elle compte 5 489 habitants en 2007.
Elle est desservie par une route secondaire, une soixantaine de kilomètres au sud de la route reliant Adama, ou Nazareth, à Dire Dawa.
Avec 5 489 habitants au recensement national réalisé en 2007 par l'Agence centrale de la statistique d'Éthiopie, elle est la principale agglomération du woreda Jeju.